# Malekābād-e Bālā
Malekābād-e Bālā (persiska: ملک آباد بالا) är en ort i Iran.   Den ligger i provinsen Mazandaran, i den norra delen av landet, 190 km nordost om huvudstaden Teheran. Antalet invånare är 400.
Terrängen runt Malekābād-e Bālā är platt. Runt Malekābād-e Bālā är det ganska tätbefolkat, med 111 invånare per kvadratkilometer. Närmaste större samhälle är Sari, 11,3 km sydväst om Malekābād-e Bālā. Trakten runt Malekābād-e Bālā består till största delen av jordbruksmark.